# Arquidiocese de Port Moresby
A Arquidiocese de Port Moresby (Archidiœcesis Portus Moresbiensis) é uma circunscrição eclesiástica da Igreja Católica situada em Porto Moresby, Papua-Nova Guiné. Seu atual arcebispo é John Ribat, M.S.C.. Sua Sé é a Catedral de Santa Maria de Port Moresby.
Possui 19 paróquias servidas por 65 padres, contando com 655319 habitantes, com 31,7% da população jurisdicionada batizada.

## História
O vicariato apostólico da Nova Guiné foi ereto em 10 de maio de 1889 com o breve apostólico Ut catholica fides pelo Papa Leão XIII, obtendo o território de vicariato apostólico da Melanésia, suprimido.
Em 14 de novembro de 1922, assumiu o nome de Vicariato Apostólico de Papua sob o decreto Post exstinctum de Propaganda Fide.
Em 29 de março de 1938, como resultado da bula papal Quo commodius, ele cedeu as ilhas australianas à diocese de Victoria-Palmerston, que assumiu o nome de diocese de Darwin.
Em 3 de junho de 1946, em virtude da bula papal, Quo in regionibus do Papa Pio XII, cedeu outra parte do território para o benefício da ereção da Prefeitura Apostólica de Samarai (hoje diocese de Alotau-Sideia) e assumiu o nome de Vicariato Apostólico de Port Moresby.
Em 13 de novembro de 1958, ele cedeu uma porção adicional de território para o benefício da ereção da Prefeitura Apostólica de Mendi (hoje diocese). Em 16 de julho de 1959, houve novas transferências de território para o benefício da ereção da Prefeitura Apostólica de Daru (hoje diocese de Daru-Kiunga) e do Vicariato Apostólico da Ilha de Yule (hoje diocese de Bereina).
Em 15 de novembro de 1966, o Vicariato Apostólico foi elevado à categoria de arquidiocese metropolitana pela bula Laeta incrementa do Papa Paulo VI.

## Prelados
| #                   | Nome                             | Período    | Notas                    |
| Arcebispos          | Arcebispos                       | Arcebispos | Arcebispos               |
| ------------------- | -------------------------------- | ---------- | ------------------------ |
| 5º                  | John Cardeal Ribat, M.S.C.       | 2008-      | Atual                    |
| 4º                  | Brian James Barnes, O.F.M. †     | 1997-2008  |                          |
| 3º                  | Peter Kurongku †                 | 1981-1996  |                          |
| 2º                  | Herman To Paivu †                | 1975-1981  |                          |
| 1º                  | Virgil Patrick Copas, M.S.C. †   | 1966-1975  |                          |
| Arcebispo-coadjutor |                                  |            |                          |
|                     | John Ribat, M.S.C.               | 2007-2008  |                          |
| Bispo               |                                  |            |                          |
| 4º                  | Virgil Patrick Copas, M.S.C. †   | 1959-1966  |                          |
| 3º                  | André Sorin, M.S.C. †            | 1946-1959  |                          |
| 2º                  | Alain Guynot de Boismenu, M.S.C. | 1908-1945  |                          |
| 1º                  | Louis-André Navarre, M.S.C.      | 1889-1908  |                          |
| Bispo coadjutor     |                                  |            |                          |
|                     | Alain Guynot de Boismenu, M.S.C. | 1899-1908  |                          |
|                     | Stanislas Henri Verjus, M.S.C.   | 1889-1892  |                          |
| Bispos-auxiliares   |                                  |            |                          |
|                     | Cherubim Alfred Dambui           | 2000-2010  |                          |
|                     | Herman To Paivu                  | 1974-1975  | Elevado a Arcebispo      |
|                     | Louis Vangeke, M.S.C.            | 1970-1976  | Nomeado Bispo de Bereina |